# Antony Berg
Antony Eugène Berg (ur. 8 sierpnia 1880 w Paryżu, zm. 18 kwietnia 1948 tamże) – francuski bobsleista, olimpijczyk.
Walczył podczas I wojny światowej. Otrzymał Krzyż Wojenny. W 1928 został oficerem Legii Honorowej.

## Występy na IO
| Rok  | Igrzyska Olimpijskie | Konkurencja      | Wyniki     |
| 1924 | Chamonix 1924        | czwórki mężczyzn | 4. miejsce |